# Trepte
Trepte este un film românesc din 1988 regizat de Zeno Bogdănescu.